# When Justice Sleeps
When Justice Sleeps è un cortometraggio muto del 1915 diretto da Harry Harvey. È il terzo film della serie Who Pays? che aveva come protagonisti Henry King e Ruth Roland.

## Produzione
Il film fu prodotto dalla Balboa Amusement Producing Company.

## Distribuzione
Distribuito dalla Pathé Exchange, il film - un cortometraggio di tre bobine - uscì nelle sale cinematografiche statunitensi il 26 aprile 1915.  Tutti e dodici i film della serie sono conservati negli archivi dell'UCLA Film and Television.